# Tisia
Tisia, in greco antico: Τεισίας?, Teisìas; in latino Tisias (Siracusa, 500 a.C. – dopo il 460 a.C.), è stato un oratore e logografo siceliota.

## Biografia
Fu allievo di Corace, che insegnò retorica a Siracusa intorno al 466 a.C. e con lui viene ritenuto l'inventore della retorica. Ebbe, poi, come allievi Isocrate, Gorgia e Lisia.

## Opere
L'opera di Tisia constava di un manuale di retorica, il primo composto per questa disciplina, e delle orazioni giudiziarie. Delle opere di Tisia, completamente perdute, abbiamo la testimonianza di autori come Platone, Aristotele e Cicerone.
Nel Fedro, ad esempio, Platone descrive l'opera di Tisia e del suo allievo Gorgia:
Ancora, Cicerone nel Brutus unisce Tisia e Corace proprio come inventori dell'arte retorica: